# Ekspiacja

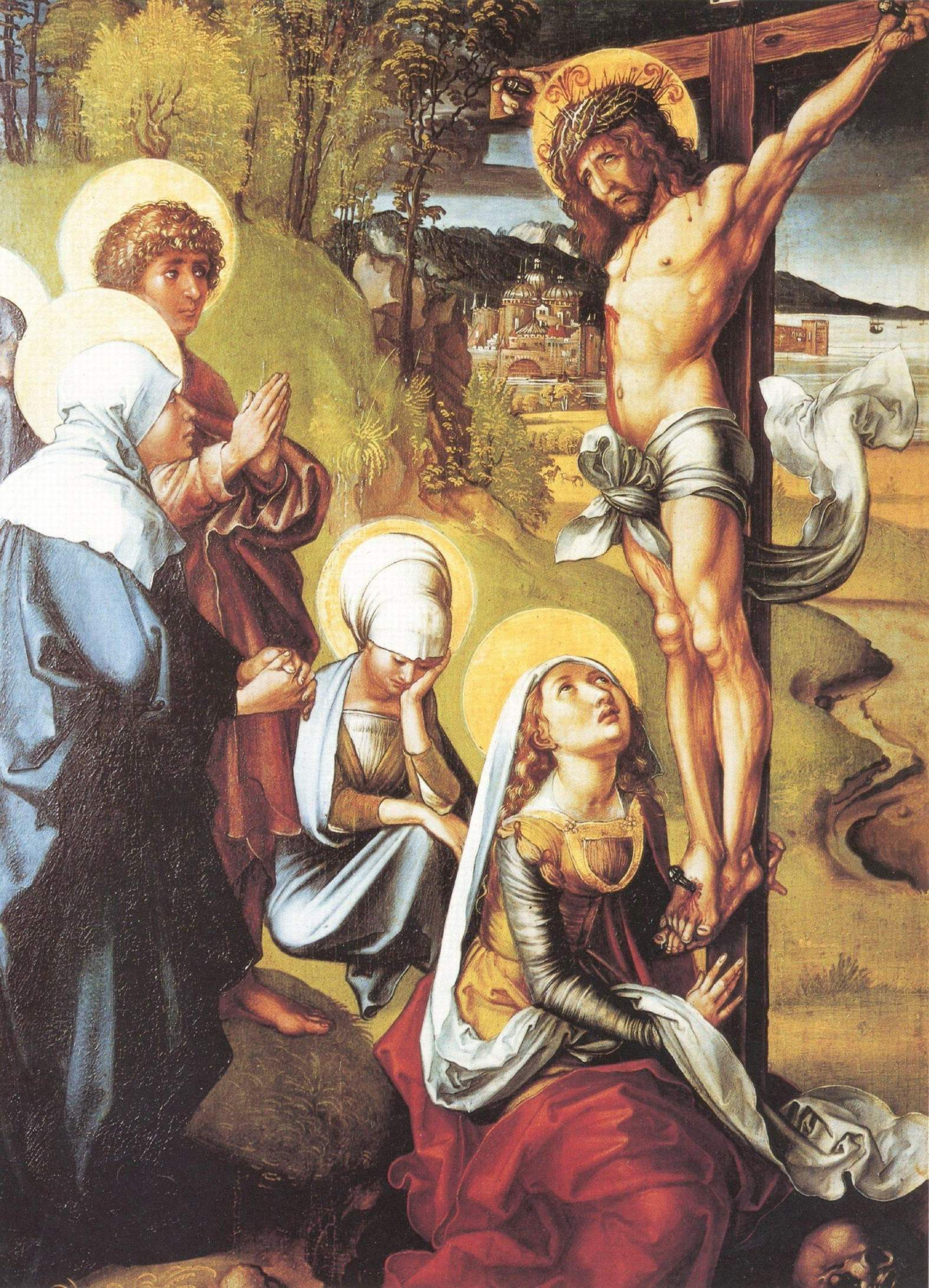
Albrecht Dürer, Chrystus na Krzyżu

Ekspiacja (łac. expiatio „odpokutowanie za winę, oczyszczenie”) – ludzkie działanie o charakterze religijnym (pokuta), mające na celu przywrócenie jedności z Bogiem naruszonej grzechem samego pokutującego lub innego człowieka czy społeczności.
Z czynami ekspiacyjnymi można spotkać się na gruncie kultów związanych ze składaniem ofiar, ale przede wszystkim religii judaistycznej (np. Jom Kipur) czy chrześcijańskiej.
W chrześcijaństwie (Nowy Testament, a szczególnie autor Listu do Hebrajczyków), podkreśla się, że Chrystus jako Kapłan i Ofiara – a zarazem jako przedstawiciel wszystkich – odpokutował za ludzkie grzechy i oczyścił skalany świat (Hbr 2, 17-18; 9, 6-10. 18; zob. Rz 3, 24-25; Tt 2, 13-14).